# Surduc
Surduc es una comuna ubicada en el distrito de Sălaj, Rumania.

## Superficie
Posee una superficie de 71,42 kilómetros cuadrados.

## Demografía
Hasta 2021 la población era de 3337 habitantes, con una densidad de población de 46,72 habitantes por kilómetro cuadrado.